# You (Benny Blanco, Marshmello e Vance Joy)
You è un singolo del produttore musicale statunitense Benny Blanco, del DJ statunitense Marshmello e del cantautore australiano Vance Joy, pubblicato il 29 gennaio 2021.

## Video musicale
Il video musicale, reso disponibile in concomitanza con la commercializzazione del brano, è stato diretto da William Child.

## Tracce
Testi e musiche di Benjamin Levin, Marshmello, Vance Joy, Blake Slatkin e Caroline Pennell.
Download digitale
1. You – 2:49

Download digitale – Acoustic
1. You (Acoustic) – 2:31

## Formazione
Musicisti
- Benny Blanco – tastiera, programmazione
- Marshmello – tastiera, programmazione
- Vance Joy – voce
- Dan Higgins – sassofono baritono, sassofono tenore
- Sean Hurley – basso
- Blake Slatkin – chitarra, tastiera, programmazione
- Jerry Hey – arrangiamento corno
- Bill Reichenbach – trombone
- Wayne Bergeron – tromba

Produzione
- Benny Blanco – produzione, registrazione
- Blake Slatkin – produzione, registrazione
- Marshmello – produzione
- John Hanes – ingegneria del suono
- Șerban Ghenea – ingegneria del suono, missaggio
- Chris Gehringer – mastering

## Classifiche
| Classifica (2021) | Posizione massima |
| ----------------- | ----------------- |
| Belgio (Fiandre)  | 53                |
| Canada            | 62                |
| Irlanda           | 77                |
| Lituania          | 61                |
| Svezia            | 38                |